# Throwing It All Away
Throwing It All Away is een nummer van de Britse band Genesis uit 1987. Het is de vijfde en laatste single van hun dertiende studioalbum Invisible Touch.
Het nummer is een ballad die gaat over onzekerheid in een relatie. In het Verenigd Koninkrijk behaalde het een bescheiden 22e positie. In Nederland moest het nummer het met de 3e positie in de Tipparade doen.